# Ninette (opera)

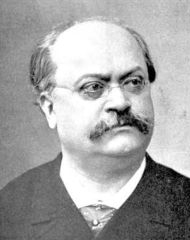
Charles Lecocq

Ninette är en opéra comique i tre akter med musik av Charles Lecocq och libretto av Charles Clairville Jr, Eugène Hubert, G. Lebeaut och Ch. de Trogoff. Den hade premiär på Théâtre des Bouffes-Parisiens i Paris den 28 februari 1896.
Operetten skildrar det komplicerade men slutligen lyckade kärleksäventyret mellan två franska par under Ludvig XIII:s tid. De två huvudrollerna, Cyrano de Bergerac och Ninon de l'Enclos, är lösligt byggda på historiska personer loosely based on historical figures. Denna skönlitterära historia om Cyrano föregick och skiljer sig ganska markant från Edmond Rostands välkända pjäs, vilken skrevs följande år, 1897.

## Historia och uppförandehistorik
Under 1870-talet hade Lecocq efterträtt Jacques Offenbach som Paris favoritkompositör av komiska operetten och hans framgångar hade fortsatt med ända in på 1880-talet. Efter Le Coeur et la Main 1882 började docks succén falna. Ingen av hans nio följande operetter kunde matcha populariteten med hans tidigare verk. Ninette var den mest lyckade av de verk han skrev på 1890-talet med 107 föreställningar, men det var inget mot det antal föreställningar som hans operetter hade spelats för på 1870-talet.
I sin nya operett avstod Lecocq från sitt sedvanliga tema med förvirrade och farsartade bröllopsnätter och vände sig mot en mer romantisk berättelse i 1600-talets Paris med en dramatiserad version av två historiska personer: Cyrano de Bergerac och Ninon de l'Enclos, titelns "Ninette". Den Cyrano som presenterades av Lecocqs librettister skiljer sig avsevärt från Rostands version, i det att han är en förförisk, självsäker och vacker hjälte.

## Personer
- Cyrano de Bergerac – Albert-Alexandre Piccaluga
- Le Chevalier de Rouffignac – Fernand Tauffenberger
- Mélicerte – Théophile Barral
- Montfleury – M. Bartet
- Gontran de Chavennes – M. Duncan
- De Linière – M. Belval
- Un Exempt – M. Schey
- Ninon de Lenclos – Germaine Gallois
- Diane de Gassion – Alice Bonheur
- Marinette – Mlle Dziri

## Handling
Akt I: Place Royale

Dramat utspelas i Paris 1640. Cyrano de Bergerac, den kände poeten och duellanten, älskar och älskas av Ninon de l'Enclos (Ninette), en berömd skönhet i Paris. De två har utbytt brev där de svär varandra evig trohet. De har kommit överens om att någon av dem bryter pakten måste hen återlämna breven till den andre.
På Place Royale, det fashionabla Paristorget, råkar Cyrano i gräl med en ung herreman från provinsen, Gontran de Chavennes, som just har anlänt till Paris för första gången. Gontran har lärt Diane de Gassion, dotter till marskalk Jean de Gassion. Det unga paret har förälskat sig i varandra och har kommit överens om att mötas i Paris på Place Royale. Diane har anförtrott hennes säkerhet till en petig, gammal vakt vid namn Mélicerte. Gontran kommer för att formellt be om hennes hand men olyckligtvis ber han Cyrano att visa honom vägen. Cyrano tar illa vid sig av en oskyldig kommentar från Gontran och börjar fäktas varvid Gontran såras.
Nattvakten kommer och Cyrano gör sig redo att fly. När han är på väg ser han sin älskade Ninette komma till den sårade Gontrans hjälp. Diane anländer i samma stund. Både hon och Cyrano misstolkar situationen och tror att det är något mellan Ninon och Gaston. Diane och Cyrano är så svartsjuka att de genast går med på att gifta sig med varandra. Han vill gifta sig omedelbart men Diane sätter som villkor att de väntar i trettio dagar och att Cyrano inte får fäktas med någon under den tiden.
Mélicerte kommer in och Cyrano ber honom om hans skyddslings hand. Myndigheterna säker upp duellanterna och Cyrano skickas till armén, medan Gontran förs till Bastiljen.
Akt II: Ninons hus
Genom sina höga kontakter lyckas Ninon få Gontran frisläppt. Hon har fattat tycke för honom och Cyrano är nästan glömd. Till Gontrans ära ställer hon till en stor fest. Enligt deras pakt kommer Cyrano för att återlämna Ninons brev och hon är beredd att lämna tillbaka hans men de inser båda att de aldrig har upphört att älska varandra. Gontrans känslor för Diane har inte heller svalnat och trots hennes svartsjuka är hon fortfarande kär i honom.
Akt III: Picpus, nära Paris
De trettio dagarna har snart gått och Cyrano har tålmodigt avhållit sig från att duellera. Enligt avtalet måste han och Diane nu gifta sig. Ingen av dem önskar gå vidare men de känner att hedern kräver det.
Ninon tar saken i egna händer. Hon gömmer Cyrano så att han kan lyssna till ett ömt möte mellan Diane och Gontran som hon har arrangerat i sitt hus. När Cyrano inser (till sin glädje) att Diane ännu älskar Gontran gör han det enda som kan bryta deras avtal: en duell. Han utmanar sin berusade vän Rouffignac. Genom duellen är Cyrano fri från avtalet och de två paret är fria att gifta sig med den de älskar.

## Musiknummer

### Akt I
- Chœur – Bourgeois, soldats, seigneurs
- Couplets – Ah! la bonne plaisanterie
- Chœur – Place, place, place
- Couplets – Vous m'aimez tous
- Duo – Cela me plait
- Madrigal – Jaloux de vous
- Couplets J'ai pris, avec ma malle
- Scène du duel – Au nom du Roi
- Quatuor – Allons, tenez-vous en repos
- Finale – Soldats valeureux 
  - Chanson Militaire – La guerre et l'amour

### Akt II
- Entr'acte–pavane
- Air – Mouzon est une ville forte
- Couplets – C'est de doux mots
- Duetto – Tant de charmes
- Duo – C'est qu'elle est charmante
- Quintette – Trahison
- Finale – Pour écouter les vers 
  - Idylle – Avez-vous vu par les prés
  - Chanson du pont – Un beau mousquetaire

### Akt III
- Entr'acte
- Terzetto – Trente jours sont passés
- Couplets – De votre serin, ô Sylvie
- Romance – C'est Ninette
- Chœur – Sens tarder davantage
- Scène – Deux fiancés
- Duettino – Ah! que s'aimer
- Couplets – Allez, monsieur
- Terzetto – Ah! Ninette
- Couplet-Finale – Tout ce que je souhaite